# Vytautas Strolia
Vytautas Strolia, né le 28 novembre 1992 à Anykščiai, est un fondeur et biathlète lituanien.

## Carrière

### Ski de fond
Vytautas Strolia est inscrit à des courses FIS à partir de 2008, puis dispute ses premiers Championnats du monde junior en 2010. Il participe aux Championnats du monde 2011 et 2011 et aux Jeux olympiques d'hiver de 2014, où il court trois épreuves, pour un meilleur résultat de 66e. Il fait ses débuts en Coupe du monde en novembre 2011 à Kuusamo.

### Biathlon
Il se reconvertit au biathlon pour la saison 2014-2015, car il estime avoir plus de chances de résultats dans ce sport. Il participe rapidement à la Coupe du monde et aux Championnats du monde à Kontiolahti. C'est en fin d'année 2017, qu'il marque ses premiers points en Coupe du monde avec une 38e place à la poursuite d'Hochfilzen. Il prend part aux Jeux olympiques d'hiver de 2018 à Pyeongchang en biathlon, se classant 49e du sprint, 43e de la poursuite, 82e de l'individuel et 19e du relais. Il réussit sa meilleure performance dans l'élite aux Championnats du monde 2019 à Östersund, où il est 26e en sprint avec un sans faute au tir.
Lors de la saison 2019-2020, il améliore ses performances globales, atteignant son premier top 20 au sprint d'Oberhof. En fin d'année 2020, il ouvre son compteur de points dans la dsicipline de l'individuel, où il n'avait pas encore marqué de points en Coupe du monde, avec une seizième place à Kontiolahti, où il est également 27e au sprint malgré deux tours de pénalité. Dans les Championnats d'Europe, il se classe quatrième du sprint en 2020, puis quatrième un an plus tard à Duszniki-Zdrój sur le relais mixte, soit le meilleur résultat de l'histoire du biathlon lituanien.
En fin d'année 2021, il obtient un nouveau meilleur résultat en Coupe du monde avec une douzième place au sprint d'Hochfilzen.
Au cours de la saison 2021-2022, il signe sa meilleure performance en carrière sur le sprint de Ruhpolding, où les meilleurs athlètes norvégiens ont fait l'impasse en préparation des Jeux olympiques, une quatrième place à 1,5 seconde du podium avec un sans faute sur le pas de tir qui est aussi la meilleure performance jamais enregistrée par un biathlète lituanien depuis la partition de l'Union soviétique. Lors de la poursuite qui succède à ce sprint, un excellent 19/20 au tir lui permet de sortir du dernier tir debout en seconde position derrière le vainqueur du jour Quentin Fillon Maillet. Malheureusement, il ne parvient pas à rivaliser à ski avec ses poursuivants dans le dernier tour. Dépassé successivement par Aleksandr Loguinov, Anton Smolski et Simon Desthieux, il se classe cinquième et n'améliore donc pas son meilleur résultat.

## Palmarès en ski de fond

### Jeux olympiques d'hiver
| Épreuve / Édition | Sprint | Sprint                           | 15 km                            | 15 km     | Skiathlon 2 × 15 km | 50 km | Relais | Relais    |
| Épreuve / Édition | libre  | classique                        | libre                            | classique | Skiathlon 2 × 15 km | 50 km | Sprint | 4 × 10 km |
| JO 2014 Sotchi    | 70e    | Épreuve inexistante à cette date | Épreuve inexistante à cette date | 70e       | 66e                 | —     | —      | —         |

Légende :
- : pas d'épreuve
- — : non disputée par Strolia

### Championnats du monde
| Épreuve / Édition           | Sprint                           | Sprint                           | 15 km                            | 15 km                            | Poursuite / Skiathlon 2 × 15 km | 50 km libre | Relais | Relais    |
| Épreuve / Édition           | libre                            | classique                        | libre                            | classique                        | Poursuite / Skiathlon 2 × 15 km | 50 km libre | Sprint | 4 × 10 km |
| Mondiaux 2011 Oslo          | 98e                              | Épreuve inexistante à cette date | Épreuve inexistante à cette date | 91e                              | —                               | —           | —      | —         |
| Mondiaux 2013 Val di Fiemme | Épreuve inexistante à cette date | 81e                              | 89e                              | Épreuve inexistante à cette date | 70e                             | —           | —      |           |

Légende :
- : pas d'épreuve
- — : non disputée par Strolia

## Palmarès en biathlon

### Jeux olympiques
| Épreuve / Édition                | Individuel | Sprint | Poursuite | Départ en masse | Relais | Relais mixte |
| Jeux olympiques 2018 Pyeongchang | 82e        | 49e    | 43e       | —               | —      | 19e          |
| Jeux olympiques 2022 Pékin       | 21e        | 43e    | 58e       | —               | 14e    | —            |

Légende :
- — : non disputée par Strolia

### Championnats du monde
| Édition / Épreuve       | Individuel | Sprint | Poursuite | Mass start | Relais | Relais mixte | Relais mixte simple              |
| ----------------------- | ---------- | ------ | --------- | ---------- | ------ | ------------ | -------------------------------- |
| Kontiolahti 2015        | 66e        | 69e    | —         | —          | 23e    | —            | Épreuve inexistante à cette date |
| Oslo 2016               | 87e        | 87e    | —         | —          | 23e    | 23e          | Épreuve inexistante à cette date |
| Hochfilzen 2017         | 73e        | 54e    | 56e       | —          | 25e    | 24e          | Épreuve inexistante à cette date |
| Östersund 2019          | 61e        | 26e    | DSQ       | —          | 21e    | —            | —                                |
| Antholz-Anterselva 2020 | 55e        | 28e    | 31e       | —          | 24e    | 16e          | —                                |
| Pokljuka 2021           | 65e        | 62e    | —         | —          | 25e    | 17e          | —                                |
| Oberhof 2023            | 44e        | 42e    | 49e       | —          | 16e    | 18e          | —                                |
| Nové Město 2024         | 15e        | 56e    | DNS       | —          | 20e    | 17e          | 24e                              |
| Lenzerheide 2025        | 72e        | 28e    | 34e       | —          | 18e    | 16e          | —                                |

Légende :
- — : non disputée par Strolia
- DSQ : disqualifié
- DNS : non partant

### Coupe du monde
- Meilleur classement général : 25e en 2022.
- Meilleur résultat individuel : 4e en 2022.

#### Classements par saison
| Saison    | Classement général final | Individuel | Sprint | Poursuite | Mass start |
| 2014-2015 | nc                       |            | nc     |           |            |
| 2015-2016 | nc                       | nc         | nc     |           |            |
| 2016-2017 | nc                       | nc         | nc     | nc        |            |
| 2017-2018 | 97e                      | nc         | nc     | 76e       |            |
| 2018-2019 | 88e                      | nc         | 69e    | nc        |            |
| 2019-2020 | 49e                      | nc         | 32e    | 52e       |            |
| 2020-2021 | 54e                      | 40e        | 43e    | nc        |            |
| 2021-2022 | 25e                      | 32e        | 14e    | 25e       | 28e        |
| 2022-2023 | 27e                      | 25e        | 30e    | 29e       | 20e        |
| 2023-2024 | 43e                      | 64e        | 34e    | 45e       |            |
| 2024-2025 | 47e                      | 55e        | 33e    | 56e       |            |